# Угур Шахін
Угур Шахін (тур. Uğur Şahin; нар. 29 вересня 1965, Іскендерун, Хатай, Туреччина) — німецький лікар, онколог та підприємець турецького походження. Основні галузі досліджень — злоякісні пухлини та імунологія. З 2006 року професор експериментальної онкології в III медичній клініці університету Майнца. З 2008 року — голова правління та головний виконавчий директор компанії BioNTech, яку він заснував разом зі своєю дружиною Озлем Тюречі. Шахіна вважають одним із провідних розробників вакцин проти COVID-19.

## Біографія
Народився 29 вересня 1965 року у місті Іскендерун на півдні Туреччини. У чотирирічному віці разом з матір'ю переїхав у Німеччину до батька, який працював на заводі Ford у Кельні. 1984 року закінчив гімназію Еріха Кастнера у Кельні.
Зі своєю майбутньою дружиною, студенткою медичного факультету Озлем Тюречі, Угур познайомився під час роботи у медичному центрі Саарландського університету у місті Гомбург. 2002 року пара одружилася, мають дочку.
Використовує велосипед щоб дістатися до роботи.

## Освіта
У 1984—1992 роках вивчав медицину в Кельнському університеті. Під час навчання захопився імунологією.
1992 року захистив докторську дисертацію. У 1992—1994 роках вивчав математику в Гаґенському заочному університеті.

## Кар'єра
Після закінчення освіти працював лікарем у клініці Кельнського університету, де займався гематологією та онкологією, а потім його запросили до медичного центру Саарландського університету. У 1999 році став професором в галузі молекулярної медицини та імунології.
2001 року переїхав до Майнца на роботу в III медичну клініку університету Майнца. З 2006 року професор експериментальної онкології цієї клініки.
Разом з дружиною у 2001 році заснували свою першу біотехнологічну фірму Ganymed Pharmaceuticals, яка займалася розробкою імунотерапевтичних препаратів від раку. 2016 року подружжя продало компанію і зосередилось на своїй другій компанії BioNTech, яку заснували у Майнці 2008 року разом з іншими партнерами.
Угур Шахін голова правління і головний виконавчий директор компанії. Тюречі — медичний керівник компанії. Обоє продовжують викладацьку діяльність в університеті Майнца.
Як голова компанії і власник 18 відсотків її акцій, станом на грудень 2020 року, входить до сотні найбагатших німців. Також він зайняв 493 місце у списку найбагатших людей планети з особистим капіталом в $5,1 млрд. За рік акції компанії зросли на 250 %.

## Розробка вакцини проти COVID-19
У січні 2020 року побачивши швидке поширення коронавірусної хвороби у Китаї та розуміючи можливість повномасштабної пандемії, доручив співробітникам компанії BioNTech почати розробку вакцини проти COVID-19.
Проєкт зі створення вакцини отримав від подружжя назву «Lightspeed» (укр. Швидкість світла) — стрімке поширення вірусу вимагає швидкої розробки засобу, здатного його зупинити. У березні 2020 року виробничим і логістичним партнером проєкту стала американська фармацевтична компанія Pfizer.
18 листопада 2020 року Угур Шахін заявив, що експериментальна вакцина показала 95 % ефективність, а 2 грудня 2020 року уряд Великої Британії першим в світі схвалив використання у країні вакцини розробленої BioNTech та Pfizer.